# Yeonsan-dong, Mokpo
Yeonsan-dong (koreanska: 연산동) är en stadsdel i kommunen Mokpo i provinsen Södra Jeolla i den sydvästra delen av Sydkorea, 310 km söder om huvudstaden Seoul.